# Dayrestan Airport
Dayrestan Airport (persiska: فرودگاه دیرستان) är en flygplats i Iran.   Den ligger i provinsen Hormozgan, i den södra delen av landet, 1 100 km söder om huvudstaden Teheran. Dayrestan Airport ligger 12 meter över havet. Den ligger på ön Qeshm.
Terrängen runt Dayrestan Airport är platt. Havet är nära Dayrestan Airport åt sydväst. Runt Dayrestan Airport är det ganska tätbefolkat, med 60 invånare per kvadratkilometer. Närmaste större samhälle är Sooza, 16,2 km öster om Dayrestan Airport. Trakten runt Dayrestan Airport är ofruktbar med lite eller ingen växtlighet.